# RZSD VL11
Az RZSD VL11  egy szovjet 3000 V egyenáramú, Bo'Bo' tengelyelrendezésű kétszekciós teher- és személyvonati villamosmozdony-sorozat. Napjainkban az RZSD (Oroszország), az Ukrán Vasutak (Ukrajna) és a Grúz Vasutak (Grúzia) üzemelteti. Összesen 1338 db készült belőle a Tibiliszi Villamosmozdonygyárban.